# 2004-es magyar vívóbajnokság
A 2004-es magyar vívóbajnokság a kilencvenkilencedik magyar bajnokság volt. A bajnokságot december 17. és 18. között rendezték meg Budapesten, a Nemzeti Sportcsarnokban.

## Eredmények
| Versenyszám          | Arany                  | Arany | Ezüst                              | Ezüst | Bronz                                                              | Bronz |
| -------------------- | ---------------------- | ----- | ---------------------------------- | ----- | ------------------------------------------------------------------ | ----- |
| Férfi tőrvívás       | Marsi Márk MTK         |       | Szabados Gábor Csata DSE-Csepel SC |       | Juhász Attila Vasas SCMazza Lorenzo MTK                            |       |
| Férfi párbajtőrvívás | Fekete Attila BVSC     |       | Imre Géza Bp. Honvéd               |       | Szőke Attila OMS-Tata VSEKulcsár Krisztián Bp. Honvéd              |       |
| Férfi kardvívás      | Decsi Tamás BSE        |       | Fodor Kende Bp. Honvéd             |       | Lengyel Balázs Vasas SCPézsa Gábor Kárpáti Rudolf VK               |       |
| Női tőrvívás         | Mohamed Aida MTK       |       | Knapek Edina Bp. Honvéd            |       | Varga Gabriella Bp. HonvédVarga Katalin Bp. Honvéd                 |       |
| Női párbajtőrvívás   | Szász Emese Bp. Honvéd |       | Tóth Hajnalka BVSC                 |       | Révész Julianna BVSCFodor Renáta Balaton VK                        |       |
| Női kardvívás        | Csaba Edina BSE        |       | Varga Dóra Csata DSE-Csepel SC     |       | Sznopek Gabriella Újpesti TEKerecsényi-Fodor Georgina Gödöllői EAC |       |